# Елизабет Монтагју
Елизабет Монтагју (Јоркшир, 2. октобар 1718 — Лондон, 25. август 1800) била је британска друштвена реформаторка,покровитељка уметности, власница салона, књижевна критичарка и писац, која је помогла да се организује и води Друштво учених жена (енгл. Blue Stockings Society). Њени родитељи били су из имућних породица које су имале јаке везе са бристанским племством и ученим људима. Била је сестра Саре Скот, ауторке романа Опис дворане Миленијум и околне земље. Удала се за Едварда Монтагјуа, човека са обимним поседима, и постала једна од најбогатијих жена свог времена. Посветила је ово богатство подстицању енглеске и шкотске књижевности и помагању сиромашнима.

## Рани живот
Рођена је у Јоркширу, родитељи Метју Робинсон (1694-1778) од Западног Лајолта и Еџлеја у Јоркширу, и Елизабет ћерка Роберта Дрејка од Кембриџа и његове жене Саре Морис (ћерке Томаса Мориса). Елизабет је била најстарија од три ћерке. Конијерс Мидлтон , истакнути дон Кембриџа, био је други муж њене бабе Саре Морис. Између 1720. и 1736. породица је поседовала део онога што је сад имовина Националног фонда: Благајничка кућа у Јорку. Елизабет и њена сестра Сара, будућа књижевница Сара Скот, као деца проводиле су време у продуженом боравку са господином Мидлтоном, зато што су им родитељи били донекле резервисани. Две девојчице су научиле латински, француски и италијански и изучавале су књижевност. Као деца, Елизабет и Сара, биле су изузетно блиске, али су се удаљиле након што је Сара оболела од богиња.
Док је била млада, Елизабет је постала пријатељица дами Маргарет Харли, касније војвоткиња Портланда, једином преживелом детету Едварда Харлија, другог грофа Оксфорда и грофа Мортимера. Дама Маргарет и Елизабет комуницирале су недељно кад су биле одвојене и биле су нераздвојне кад су заједно. Провела је време са Маргарет у Лондону и упознала многе славне фигуре тог времена, укључујући Едварда Јанга и религиозног мислиоца Гилберта Веста. У кући даме Маргарет, мушкарци и жене причали су као једнаки и бавили се досетљивим, ученим играма. Монтагју је касније овај пример интелектуалне дискусије користила  у свом салону. Посете Маргарет су постале битније Елизабет када је њен мајка наледила сеоско средиште у Кнету и начинила га својим домом са ћеркама.

## Брак са Монтагјуом
Године 1738. Монтагју је написала Харли да нема жељу ни за мушкарцима ни за браком. Видела је брак као рационалну и сврсисходну конвенцију и није сматрала да је могуће волети мушкарца. Године 1742. удала се за Едварда Монтагјуа, унука Едварда Монтегјуа, првог грофа од Сендвича, који је поседовао мноштво рудника угља и неколико закупнина и имања у Нортамберленду. Она је имала 22 године, а он 50. Брак је био узбудљив, али не претерано страствен. Она је, свакако, родила сина Џона идуће године, и волела је дете неизмерно. Када је дете изненадно преминуло 1744. године, била је поражена. Она и Едвард остали су у пријатељским односима кроз преостало заједничко време, али нису имали више деце или трудноћа. Пре губитка свог сина није била много религиозна, али његова смрт довела је до појачања религиозног интересовања. За то време, њена сестра, Сара Скот, такође је постала побожнија.
Елизабет је, већину времена, била праћена женама, попут племићке даме. Њена пратња, подразумевано јој је носила ствари и помагала Елизабет у њеним дневним рутинама. Барбара Шноренберг указује је да Сара Скот узела ову улогу и додаје да има разлога који указују да се Скотова удала сиромашно да је избегне. Након смрти Елизабетине мајке, њен отац се преселио у Лондон са својом кућном помоћницом или могућом љубавницом, оставивши своју децу без икаквог новца.  Када је Сара напустила свој лош брак, Елизабетин отац, не само да јој није дао финансијску помоћ, него је забранио и Елизабет и Метјуу, њеном брату, да јој пруже помоћ.
Почевши од 1750, она и Едвард установили су рутину, презимили би у Лондонуу Мајферу и онда на пролеће отишли би у Сенделфорд у Беркширу, који је он поседовао од 1730. Он би онда отишао у Нортамберленд и Јоркшир да организује своја имања, док би му она повремено правила друштво до породичне виле у Источном Дентон двору, вила која потиче још из 1622.
Била је лукава пословна жена, упркос томе је имала намеру да патронитизује Нортамберлендског друштво и утиче на њихов практични разговор. Иако се понашала као дама Баунтифул за рударе и њихове породице, била је одушевљена колико јефтино све може бити. Елизабет је уживала да слуша рударе како певају, али је открила, да је њихов дијалекат „страшан за слушне нерве”. Хорас Волпол је написао Џорџу Монтагју 1768: „Наше најбоље сунце је Њукаслов угаљ”.

## Салон и културни живот
У Лондону, Елизабет је почела да буде позната хостеса. Организовала је књижевне оброке са Гилбертом Вест, Џорџом Лителтоном и другима. До 1760, ова окупљања постала су популарне вечерње забаве. Играње карата и жестока пића била су забрањена на овим окупљањима, која су касније постала знана као Догађаји књижевних амбиција.
До 1770, њена кућа на Хил улици постала је главни салон у Лондону. Самјуел Џонсон, Сер Џошуа Рејнолдс, Едмунд Берк, Дејвид Гарик и Хорас Волпол су сви били у овом кругу. За писце, бити уведен тамо значило је покровитељство, и Монтагју је покровила бројне ауторе, укључујући Елизабет Картер, Хану Мор, Франсес Берни, Ану Барбулд, Сару Филдинг, Хестер Шапон, Џејмса Бити, Џејмса Вудхауса и Ану Вилијамс. Самјуел Џонсова хостеса, Хестер Трејл, је такође била повремени посетилац Хил улице. Међу њеним сталним обожаваоцима био је физичар Месинџер Монсеј. Међу Ученим женама, Елизабет није била доминантна личност, али је била жена великог значаја; то је била њена кућа, њен новац и моћ који су друштво учинили могућим. Као књижевна критичарка, била је фан Самјуела Ричардсона, обоје Филдинга (и Хенрија и Саре Филдинг) и Фани Берни. 
Монтагју је такође одржавала сличне догађаје  у својој резиденцији у централној кући Ројал Кресцента у Бату.
Неколико година накок Монтагјуине смрти, појавила се поема Џејмс Вудхауса. У њој ју је критиковао што је била поносна и сујетна. Вудхаус је написао да се снисходљиво опходила према песницима.

## Рад са друштвом учених и писање
Елизабет су у Друштву звали „Краљицом плавог” водила је и угошћавала Друштво учених Енглеске од 1750. Била је то слободна организација привилегованих жена са интересовањем за образовање, али је ескалирало у популарности крајем осамнаестог века. Окупљале су се да дискутују о књижевности и такође су звале образоване мушкарце да присуствују. Причање о политици је било забрањено, књижевност и уметност су биле главна окупација. Многе жене су се међусобно подржавале у интелектуалним настојањима као што су читање, уметнички рад и писање. Многе су такође објавиле своје радове.
Елизабет Монтагју је објавила два рада. Џорџ Лителтон је 1760. подстакао Елизабет да напише Дијалоге мртвих,и она је учествовала написавши три секције рада анонимно. Састоји се од серије разговора између живих и покојника, и написана је као сатира на сујету и манире 18. века. Године 1769, објавила је Есеј о писању и генијалности Шекспира. У есеју, проглашава Шекспира за највећег енглеског песника, и заправо највећег песника свих времена. Такође критикује Самјуел Џонсонов Предговор Шекспиру, што није довољно величао Шекспирова дела. Када је књига прво објављена, анонимно, сви су мислили да је дело Џозефа Вартона, али 1777, њено име се појавило на насловној страни. Џонсон се већ одавно удаљио од Елизабет.
Касних 1760-их, Едвард Монтагју се разболео, а Елизабет је водила рачуна о њему, иако се опирала губљењу своје слободе. Преминуо је 1775. Године 1776, усвојила је свог братанца, сироче њеног брата. Метју Робинсон, дете, задржао је име своје породице, али је био проглашен за Елизабетинг наследника. У том тренутку, угаљ и имања Монтагјуевих пренета на Елизабет имала су приход од £7,000 годишње. Добро је водила своје богатство и имања, и до њене смрти зарада од угља била је 10,000 фунти годишње.

## Радови
Елизабет Монтагју била је ауторка два објављена дела: три секције у Џорџ Лителтоновом Дијалогу мртвих (1760) и Есеја о писању и генијалносту Шекспира (1769). Две колекције њених писама објављене су након њене смрти.
Дијалог мртвих је серија критика друштва 18. века. У дијалогу 26,  Херкулес је укључен у расправу о врлинама. У дијалогу 27, лик, госпођа Мопис, не може да оде до Јелисејских поља зато што јој пажњу одвлаче светски утицаји. У дијалогу 28, продавац књига објашњава Плутарху тешкоћу објављивања књига у модерном друштву. 
Есеј о писању и генијалности Шекспира брани Шекспира од критика присталица француског стила драме. У есеју Монтагју тврди да Шекспиров успех потиче из његовог свеукупног дара и могућности да утиче на емоцију публике, не стриктној привржености класичном моделу драме.

## Писма
Монтагју је била издашна списатељица писама својим пријатељима и другима. Укључивала су дискусије о здрављу, домаћим тужбама, плановима за путовање и репортажама друштвених догађаја. Око трећине њених преписки фокусирају се на културу као што су позориште, опера, јавни спектакли, морална филозофија и божанство. Од свих тема, историја је дискутована више него дупло у односу на све друге теме.
Њена најчешћа преписка о књижевности била је са њеном сестром, Саром Скот, праћено са препискама са њеним пријатељима, Елизабет Картер и Гилбертом Вест. Она и Сара обе су биле страствени читаоци објављених писама. То је утицало на сам начин и стил њихових писама. Учесталост њихових писама варирала је од њихових животних околности у том тренутку. Верује се да је Елизабет много чешће писала Сари, него обрнуто.
Слично, верује се да је Монтагју послала много више писама Елизабет Картер него што их је примила од ње. Монтагју је била велика подршка Картеровој, упркос томе што је она била ниже класе. Поштовала је њену вештину и дар. Монтагју се осећала пријатно да дискутује са Картеровом од одговорности поседовања великог богатства.
Гилберт Вест утицао је на Монтагјуино размишљање о религији, историји и књижевности. Такође је утицао на стил њеног писања неко време. Према његовом примеру, почела је да пише више формалну синтаксу, али су убрзо почела да је иритирају ограничења и вратила се свом слободнијем, природнијем стилу.
Монтагју је такође имала преписку са Џорџом Лителтоном често о књижевности и историји, однос који ће касније довести до тога да Лителтон укључи три њена дела у своје Дијалоге мртвих. Њихова писма имала су другачији тон: њена су била озбиљна и интелектуална, док су његови одговори више били флертујући.
Дама Маргарет Харли била је дугогодишња пријатењица Монтагјуеве, којој се она жалила и причала јој своје фрустрације око институције брака и жељу за искреним сапутничким браком – ако баш мора да има један уопште. Монтагју је је такође рекла да брак треба да укључује финансијски подстицај.
Колекција њених писама прво је објављена 1809. од стране њеног нећака и наследника, Метјуа, под називом Писма госпође Елизабет Монтагју, са неким од писама из њених преписки. Селекција је изазвала забринутост за Монтагјуину моралну репутацију.